# Talen van Congo-Kinshasa
Congo-Kinshasa is een meertalig land waar naar schatting 242 talen worden gesproken. De website Ethnologue vermeldt 215 levende talen. De officiële taal sinds de koloniale periode is het Frans, een van de talen van België. Vier andere talen, allemaal gebaseerd op Bantoetalen, hebben de status van nationale taal: Kikongo-Kituba, Lingala, Swahili en Tshiluba.
Congo-Kinshasa is een Franstalig land, waar in 2024 55,4 miljoen (50,69%) van de 109,3 miljoen mensen Frans spreken. In feite gebruikt 74% van de bevolking Frans als lingua franca, wat er op wijst dat velen het als tweede of derde taal spreken, zelfs als ze de taal niet volledig beheersen.
Toen het land nog een kolonie van België was, werden de vier landstalen al op de basisscholen onderwezen en gebruikt. Daarmee was het een van de weinige Afrikaanse landen waar men tijdens de Europese koloniale periode de lokale talen kon lezen en schrijven.

## Hoofdtalen

### Frans

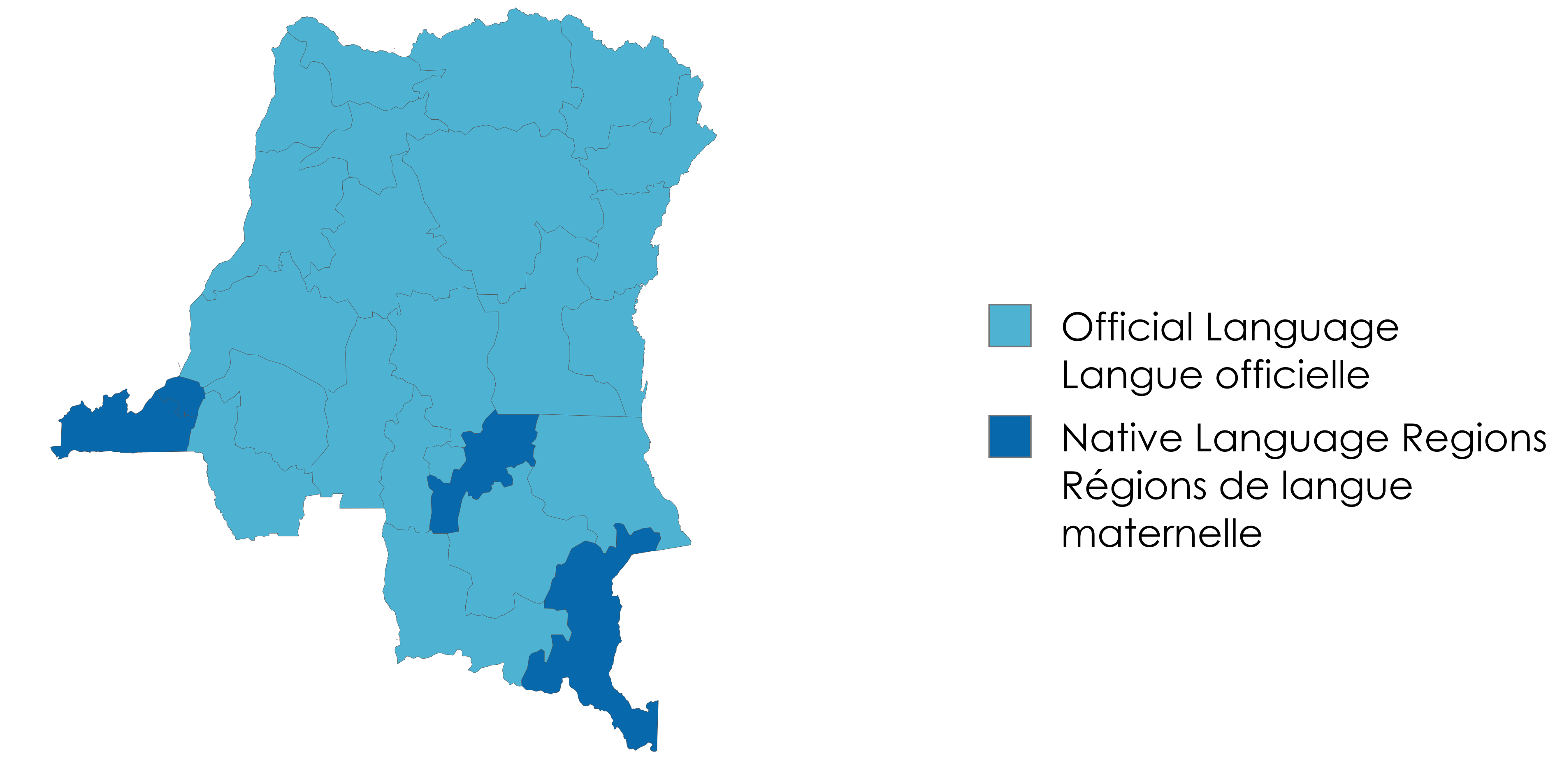
Franse taal in de DRC - Inheemse en officiële rapporten

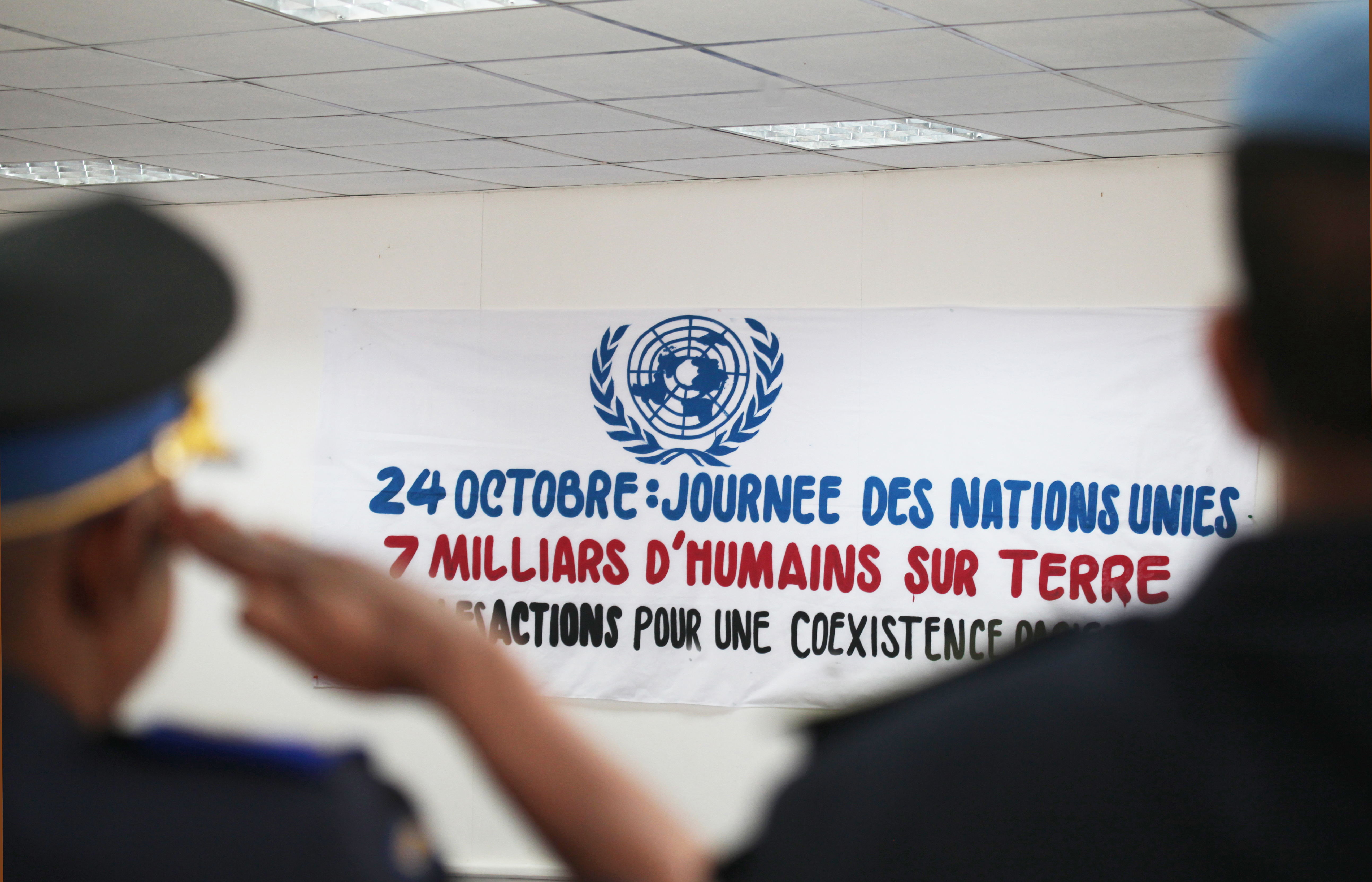
Vaandel in het Frans in Kinshasa

Sinds de koloniale periode onder Belgisch bewind is Frans de officiële taal van het land. De varianten van het Frans die in de DRC gesproken worden, vertonen dan ook veel overeenkomsten met het Belgisch-Frans. 
Sinds de onafhankelijkheid is Frans de officiële taal gebleven, omdat het veel gesproken wordt in Kinshasa, de hoofdstad van het land. Het behoort niet bij een van de inheemse etnische groepen en vergemakkelijkt de communicatie onderling en met de rest van de Francofonie, waartoe veel Afrikaanse landen behoren. 
Volgens een rapport van de Organisation internationale de la Francophonie uit 2018 kunnen 42,5 miljoen Congolezen (50,6% van de bevolking) Frans lezen en schrijven. In de hoofdstad Kinshasa kan 67% van de bevolking Frans lezen en schrijven, en 68,5% kan het spreken en verstaan. 
Congo-Kinshasa heeft de grootste bevolking van alle landen met Frans als officiële taal.
Volgens een onderzoek uit 2021 was Frans toen de meest gesproken taal in het land: in totaal gaf 74% van de Congolezen (79% van de mannen en 68% van de vrouwen) aan dat zij Frans als communicatietaal gebruikten.
Bovendien is Frans een moedertaal geworden onder de middenklasse en hogere klasse in steden als Kinshasa en Lubumbashi. Ongeveer 12% van de bevolking van de DRC spreekt Frans als moedertaal, met iets minder dan 12 miljoen sprekers in de grote steden.

### Kikongo ya leta
In de grondwet staat dat Kikongo een van de nationale talen is, maar in werkelijkheid is het een op het Kikongo gebaseerde mengeling, Kituba (Kikongo ya Leta "Kikongo van de regering", Leta is afgeleid van het Franse l'État "de staat"). Deze wordt gebruikt in de grondwet en door het bestuur in de provincies Bas-Congo (waar de Bakongo wonen), Kwango en Kwilu. Kituba is een voertaal geworden in veel stedelijke centra, waaronder Kikwit, Bandundu, Matadi, Boma en Muanda.

### Lingala
Lingala is een taal die haar moderne vorm kreeg in de koloniale periode, toen missionarissen de taal wilden standaardiseren en een lokale lingua franca wilden onderwijzen. De taal werd oorspronkelijk gesproken in het gebied van de bovenloop van de Congo, maar verspreidde zich snel naar het gebied van Midden-Congo en werd uiteindelijk de belangrijkste Bantoetaal in Kinshasa.
Onder Mobutu werd Lingala de officiële taal van het leger, maar sinds de opstanden in de jaren '90 gebruikt het leger in het oosten ook Swahili. Met de overgangsperiode en de consolidatie van verschillende gewapende groepen in het Congolese leger is het taalbeleid teruggekeerd naar zijn oorspronkelijke vorm en is Lingala weer de officiële taal van het leger.
Uit een onderzoek uit 2021 bleek dat Lingala na Frans de meest gesproken taal in het land was, met 59% van de bevolking.

### Swahili

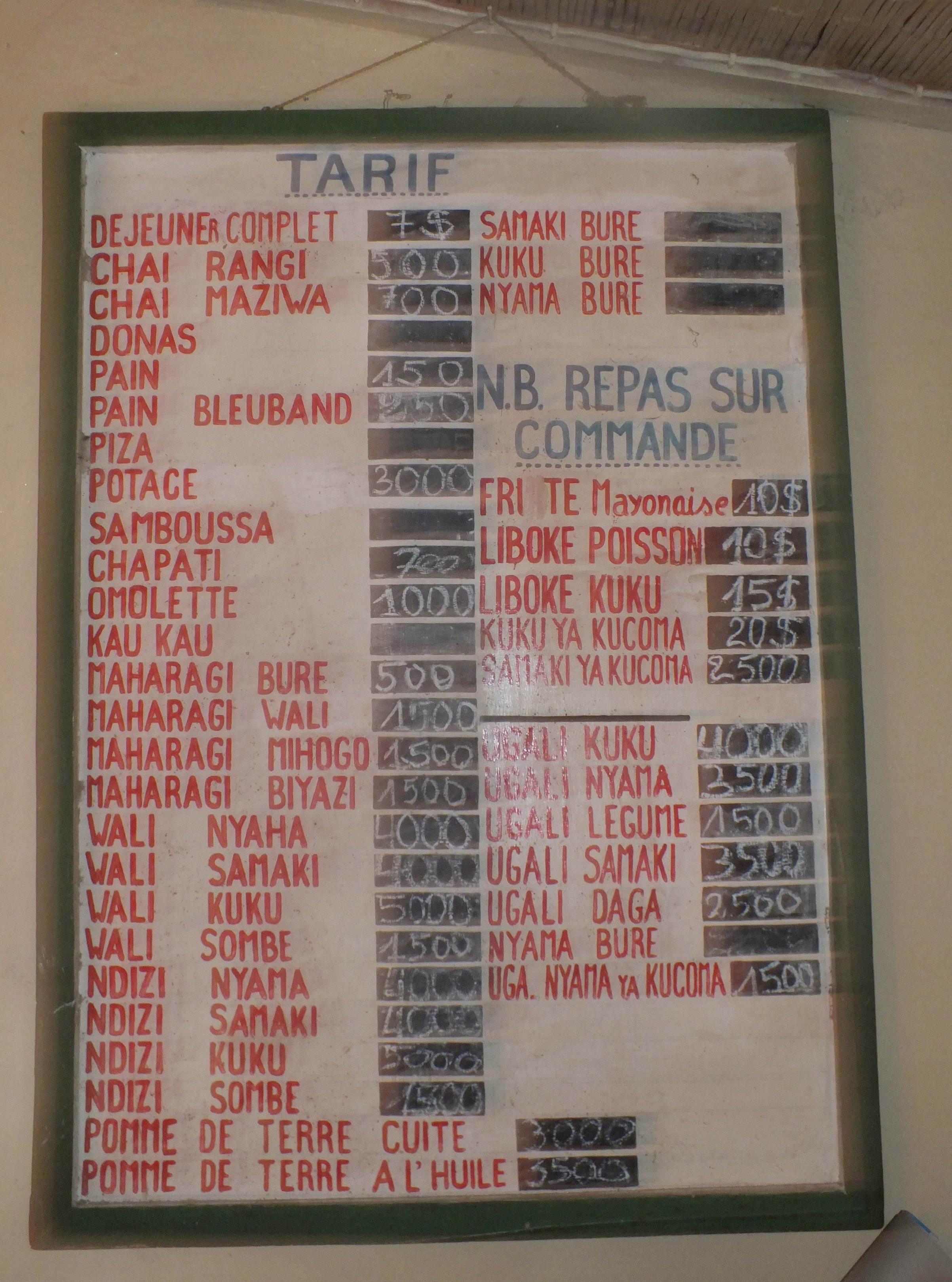
Menu in DR Congo in het Swahili en Frans

Swahili is de meest voorkomende lingua franca in Oost-Afrika. In Congo staat het lokale dialect van Swahili bekend als Congo Swahili en het verschilt aanzienlijk van standaard Swahili. Er worden veel varianten van Congo-Swahili gesproken in het land, maar de belangrijkste is Kingwana, soms ook wel Copperbelt Swahili genoemd, vooral in het gebied Katanga.

### Tshiluba
De grondwet vermeldt niet welke van de twee hoofdvarianten van het Tshiluba de nationale taal is. Luba-Kasai wordt gesproken in de regio Oost-Kasai (Luba-volk) en Luba-Lulua wordt gesproken in de regio West-Kasai (Bena Lulua-volk). Het lijkt erop dat de overheid eerder Luba-Kasai als taal gebruikt. In de provincie Katanga wordt een verwante taal gesproken, namelijk Luba-Katanga.

## Andere talen
De meest gebruikte andere talen van Congo-Kinshasa zijn Mashi, Mongo, Lunda, Kilega, Tetela, Chokwe, Budza, Ngbandi, Lendu, Mangbetu, Yombe, Nande, Ngbaka, Zande, Lugbara, Kifuliiru en Komo.
Vanaf 2010 heeft de regering besloten Portugees als optionele taal op te nemen in scholen als reactie op de toenemende invloed van Brazilië op het continent en van de groeiende en aanzienlijke Angolese en Mozambikaanse immigrantengemeenschappen.
Onder de verschillende vormen van straattaal die in Congo worden gesproken, is Indubil al sinds ongeveer de jaren zestig bekend en het blijft zich vandaag de dag ontwikkelen.

## Gebarentalen
Er zijn 12 instellingen voor doven in het land en de meeste daarvan geven les in Franse Gebarentaal of varianten daarvan. In het land wordt ook Amerikaanse Gebarentaal beoefend.

## Buitenlandse talen

### Nederlands
Nederlands, een van de talen van België, was de tweede taal van de Congostaat van 1885 tot 1908 en van Belgisch Congo van 1908 tot 1960. Gedurende deze periode waren de archieven tweetalig Frans/Nederlands. Het Belgische bestuur gaf echter de voorkeur aan het Frans. Om promotie te maken in de kolonie was een goede kennis van de Franse taal noodzakelijk. De Nederlandstaligen woonden daarom meer verspreid in de provincies, terwijl de Franstaligen geconcentreerd waren in de steden.
Toch was het overgrote deel van de katholieke missionarissen, priesters en nonnen die naar Congo werden gestuurd Vlaams. Hoewel de Vlamingen verschillende Nederlandse dialecten spraken, gaven zij er de voorkeur aan les te geven in de inheemse talen van Congo. Dit in tegenstelling tot de Franstaligen die niet aarzelden hun eigen taal te onderwijzen. 
In 1954 nam de Belgische minister van Onderwijs, Auguste Buisseret, als reactie op de eisen van de Congolezen zelf, het principe aan om vanaf het volgende jaar onderwijs in het Frans te verstrekken in Congo. Deze concessie was vooral bedoeld om de onafhankelijkheidsstrijders te kalmeren. De maatregel stuitte echter op fel verzet van de Vlaamse en katholieke rechterzijde, die pleitte voor het behoud van onderwijs in de lokale talen. De Franstalige en antiklerikale linkerzijde steunde de maatregel.
In 1961 werd het Nederlands niet langer behouden als officiële taal en in 1970 werd het onderwijs ervan volledig stopgezet. Toch werd het in 1980 nog door ongeveer 200.000 mensen gesproken. In februari 2014 gaf de ambassade van het Koninkrijk der Nederlanden aan dat er in de DRC ongeveer 420.000 Nederlandstaligen van alle leeftijden waren, verspreid over het hele gebied, met zeer geïsoleerde groepen. 
Nederlandstaligen wonen verspreid over het uitgestrekte Congolese grondgebied. Vooral oudere mensen spreken nog Nederlands, maar ook jongere. Het aantal moedertaalsprekers is onbekend. Nederlandstaligen zijn meestal perfect tweetalig: Frans/Nederlands, Nederlands/Lingala of Nederlands/Engels. Omdat het een geïsoleerde taal is van het Nederlands dat in Europa gesproken wordt, zijn er veel Franse, Engelse en Lingala-woorden in opgenomen.

### Engels
Oud-president Kabila groeide op en studeerde in Tanzania; Engels wordt gebruikt door ministers en bij bepaalde officiële gelegenheden. Bovendien is Engels de taal die het vaakst wordt gesproken door VN-soldaten in de DRC en, sinds de jaren zestig, door een groot aantal Congolese vluchtelingen die naar het land zijn teruggekeerd nadat ze voorheen in buurlanden hadden gewoond waar veel Engels werd gesproken (Zambia, Tanzania, Oeganda, enz.).